# Carballeda de Valdeorras
Carballeda de Valdeorras är en kommun i Spanien.  Den ligger i provinsen Ourense i den autonoma regionen Galicien i nordvästra delen av landet, 300 km nordväst om huvudstaden Madrid. Antalet invånare är 1 341 (2024). Arean är 222,67 kvadratkilometer.